# Thure Johansson
Thure Johansson   (Jukkasjärvi, 11 de setembre de 1912 - Arboga, 12 de març de 1986) fou un lluitador suec, especialista en lluita lliure, vencedor d'una medalla olímpica
El 1948 va prendre part en els Jocs Olímpics d'Estiu de Londres, on guanyà la medalla de bronze en la competició del pes mosca del programa lluita lliure.
En el seu palmarès també destaca un campionat nacional, el 1940, i 13 segones posicions en aquests mateixos campionats.